# Franc-maçonnerie française durant l'entre-deux-guerres
La franc-maçonnerie française durant l'entre-deux-guerres connait au terme de la Première Guerre mondiale une période simultanée d'engagement et de questionnement. Les deux grandes obédiences françaises, le Grand Orient de France et la Grande Loge de France, tout en étant proches et concurrentes, s'unissent tant dans le soutien à l'union des gauches que face à la montée des totalitarismes dans l'Europe de l'entre-deux-guerres, du retour du cléricalisme et du nationalisme. Si elle place une partie de ses espoirs dans la Société des Nations et dans la construction d'une Europe pacifiée, elle assiste à la disparition de la franc-maçonnerie allemande dans la montée du nazisme, et s'implique dans un soutien à la franc-maçonnerie italienne face au régime fasciste de Benito Mussolini. 

## Historique
Dès la fin de la Première Guerre mondiale les obédiences françaises, passé les hommages aux nombreux morts que cause le conflit, entre dans une nouvelle période d'activisme et de recrutement. Les effectifs de loges sont largement affaiblies de par les pertes des francs-maçons tombés au front, mais également à la quasi-absence de recrutement durant la période de la guerre.

### L'affrontement politique après-guerre

#### Perte d'influence politique et recul de l'engagement direct
Le Grand Orient fait la promotion en 1919 d'un programme commun à destination du bloc républicain. Il se fonde sur la défense de la laïcité, la révision de la constitution ou encore des projets de réformes économiques. Face à la poussée des nationalismes européens issue du conflit qui vient de se clore, de l'opportunisme de certains républicains radicaux, de la peur causée par la révolution bolchevique en Russie et des épargnants des emprunts franco-russes spoliés, voit la gauche divisée, subir une importante défaite électorale. Le bloc national qui remporte la majorité des sièges constitue « la chambre bleu horizon » qui rétablit les parties politiques de droite au pouvoir, retour aux affaires après avoir été écarté de la direction du pays depuis 30 ans. Alexandre Millerand, ancien socialiste, ancien franc-maçon du Grand Orient de France devient le défenseur de la droite et du Comité des forges laissant apparaitre les premiers signes du retour de la réaction en France en même temps que s'installe une grave crise financière à la suite du conflit mondial qui laisse le pays exsangue. Les débats du convent du Grand Orient de 1918, dénoncent avec virulence ce retour des réactionnaires et s'engagent dans une demande de révision des procés de Joseph Caillaux et Louis Malvy victime selon la vision des délégués d'une erreur judiciaire.
L'acquittement de Raoul Villain, assassin de Jean Jaurès, donne à nouveau l'occasion aux francs-maçons de se mobiliser et d'émettre de vives protestations, également autour du maintien de l'état de siège et de la censure qui perdure dans quelques colonies. L'affaire des fiches et les reniements opportuns de plusieurs élus francs-maçons ne facilitent pas les actions des ordres qui visent à défendre les acquis de la gauche parlementaire d'avant-guerre. Des vœux sont émis par les loges pour convoquer éventuellement, parlementaires francs-maçons qui ne défendent plus les propositions des loges et de ne soutenir désormais que des parlementaires fidèles à leur engagement maçonnique. Malgré tout sans renoncer à jouer un rôle important dans l'action politique, les propositions des loges et convent faites aux élus francs-maçons prennent plus souvent durant cette période, une forme plus d'information que d'injonction. De nombreux élus francs-maçons radicaux-socialistes principalement votent le plus souvent selon leurs convictions ou leurs intérêts personnels que pour une cause maçonnique.
Les élections de 1924 sont l'occasion pour les obédiences maçonniques françaises d'agir de nouveau en soutenant un rapprochement de toutes les forces de gauches. Le Grand Orient lance au travers de son grand-maître Arthur Groussier un appel à l'union, accompagné d'un programme détaillé, il est largement diffusé. La Grande Loge mobilise également ses membres, rédige de multiples propositions progressistes et ouvre une conférence publique à son siège sous la direction de son grand-maître Gustave Mesureur, l'engagement est sans équivoque : « faisons l'union contre la réaction. ». La victoire du Cartel des gauches en main 1924 est saluée par les obédiences, le Grand Orient délivre un communiqué invitant les parlementaires à mettre en pratique fermement et complètement son programme politique.
En 1922, la 22e condition de la IIIe internationale communiste est rendue publique, elle interdit aux membres du parti communiste d'appartenir à la franc-maçonnerie, considéré comme une « organisation politique bourgeoise ». Une partie des francs-maçons communiste se plient au diktat de Moscou et démissionnent des ordres maçonniques, d'autres refusant l'injonction quitte le PC à l'image d'Antonio Coen qui dirige ultérieurement la Grande Loge de France.

#### Retour du cléricalisme
Le projet de rétablir une ambassade France au Vatican et le rétablissement des relations avec la curie romaine va mobiliser une partie de la franc-maçonnerie française. Le Grand Orient de France dénonce ce retour du cléricalisme qu'il estime être une régression sociétale. Il affirme que suivront la remise en cause de tous les acquis laïques de la 3e République allant jusqu'à pointer la renégociation possible avec le Vatican de la loi de séparation des Églises et de l'État. Le Grand Orient qui suit de près les débats sur la loi, lance un appel insistant aux parlementaires francs-maçons pour qu'ils repoussent le texte de loi. Toutefois, certains membres pensent aussi, que ce texte peut être une chance de remobilisation des loges pour tenter de leur redonner l'activité et la prégnance qu'elles avaient avant la guerre. Leurs activismes étant largement moindres alors que des forces réactionnaires regroupées autour de Charles Maurras pour l'idéologie et du bloc national pour les politiciens voient leur développement se faire à la lueur de la révolution bolchevique qui menace l'Europe et soude les nationalismes.
Une feuille de propagande est émise en 1920, appelant tous les républicains à protester contre le projet de loi. Elle dénonce aussi le retour des congrégations enseignantes, le maintien des aumôneries militaires, le régime concordataire d'Alsace-Lorraine qui perdure. L'Ordre émet en 1922 de virulente attaque contre le pape et l'obscurantisme religieux. Dans les années qui suivent cependant la fin du conflit, ces attaques prennent des formes plutôt incantatoires qui n'ont plus l'audience d'avant-guerre, démontrant une perte d'influence du Grand Orient sur le cours politique de l'époque. Perte d'influence d'autant plus importante que la plusieurs dignitaires de la Grande Loge de France entre 1930 et 1940 ne s'opposent pas frontalement et sur le fond à une normalisation des relations avec la papauté. Dans des articles de la revue Le Symbolisme Albert Lantoine évoque la possibilité d'une normalisation des relations entre Église catholique et franc-maçonnerie. Sa lettre au Souverain Pontife préfacée par l'auteur franc-maçon et spiritualiste Oswald Wirth, invite de manière apaisée à mettre un terme à une lutte devenue sans objet selon lui, face à la montée des totalitarismes communistes et fascistes. Ce courant d'opinion favorable à une réconciliation reste toutefois controversé au sein même de la Grande Loge. Michel Dumesnil de Gramont, grand-maître, rappelant les nombreuses encycliques condamnant la franc-maçonnerie dont l'Église pourrait se défaire en premier lieu et en guise de premier pas. Arguant aussi de l'anéantissement de la république et de la franc-maçonnerie espagnole s'inscrivent dans un objectif propre à l'Église, qui attend l'occasion de le mettre en œuvre également en France.

### Le pacifisme maçonnique
Les loges et les francs-maçons des obédiences françaises vivent la guerre au-delà de la tragédie humaine, comme un double échec des valeurs maçonniques, la fraternité dont elle se revendique et celui de leur division interne autour du nationalisme. À l'issue de la guerre, la sensibilité pacifiste qui renait et se déploie dans de nombreuses couches sociales et dans toute l'Europe, pénètre de nouveau les loges maçonniques. Toutefois, les engagements pacifiques de l'entre-deux-guerres sont d'une nature différente de celui qui habite les fondamentaux de la franc-maçonnerie des XVIIIe et XIXe siècles. Pour celle de l'entre-deux-guerres, les principes maçonniques portent intrinsèquement les valeurs pacifistes propres à irriguer la société par la régénération de l'Humanité, l'éducation des peuples et la sauvegarde de la civilisation. Cependant, ces particularités ne sont pas propres aux seuls francs-maçons et lui retire son caractère d'unicité, le fragilisant de la sorte.
En 1921, dans l'idée de rétablir des relations maçonniques étroites entre les obédiences européennes, l'Association maçonnique internationale (AMI) voit le jour. Cette dernière s'inspire du passé Bureau international des relations maçonniques que le franc-maçon suisse Édouard Quartier-la-Tente dirige durant la première guerre et dont il déplore l'inefficacité devant le refus d’action d'obédiences nationales peu partageuses de leur pouvoir. Malgré cette création, les susceptibilités nationales persistent, la prééminence au sein de l'association de la franc-maçonnerie française créé aussi des tensions entre les membres. Les discordances laissent apparaitre des conceptions diverses du pacifisme maçonnique, que la Grande Loge suisse Alpina qui accueille l'AMI tente de fédérer sur un socle minimal qui considère, le problème  nationalisme, la coopération internationale et la paix économique.
La diversité des cultures pacifistes maçonniques qui propose de nombreuses façons de concevoir la paix, assortie de particularité nationale qui restent vivaces et plus opérantes que l'unanimité des opinions, aboutie à la théorisation d'une conception de la paix, mais sans doctrine pacifiste claire. Ce manque d'engagement clair, permet à quelques détracteurs de qualifier l'aspect moral et humanitaire exposé au travers de sa stratégie pacifiste de « pacifisme de salon ou de loge ». En fin de compte aucun des grands événements qui secouent l'entre-deux-guerres ne modifie profondément la ligne officielle des ordres maçonniques engagés dans l'AMI, qui reste celle d'un pacifisme moral et humaniste et comme de nombreux autres courants pacifiste, plutôt inopérant

## Affaire Stavisky

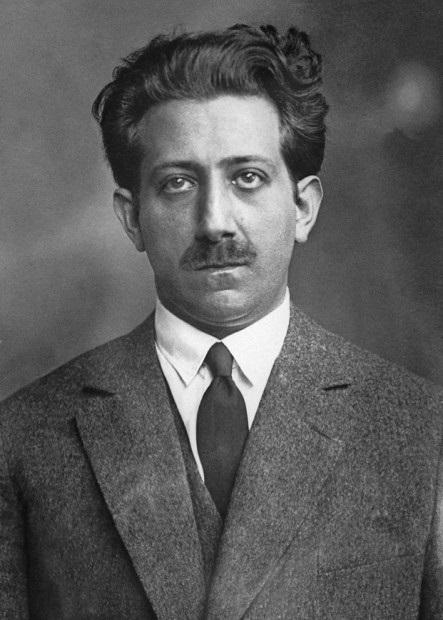
Alexandre Stavisky.

Durant l'entre-deux-guerres et contrairement à l'affaire des fiches dans laquelle est impliqué le Grand Orient de France, et où l'obédience en la personne de Louis Lafferre revendique la pleine responsabilité de l'organisation. L'implication des obédiences dans le scandale politico-financier dont l'escroc Alexandre Stavisky et le conseiller Albert Prince sont les protagonistes n'est en rien avérée. Toutefois, les courants anti-maçonniques soutiennent durant le scandale une responsabilité plus ou moins directe de la franc-maçonnerie dans l'affaire qui secoue la République dans les années 1930. Si les travaux des historiens établissent sans aucun doute la non-appartenance de Stavisky et Leprince à la franc-maçonnerie, il ressort cependant que Stavisky a développé ses affaires illicites dans un milieu d'affairistes et de personnalités politiques appartenant pour partie aux ordres maçonniques. Ce réseau relationnel est mis à jour par le conseiller Albert Prince qui dans son enquête dévoile les relations politiques et judiciaires qui servent à Stavisky pour éviter et reporter les procès dans lesquels il est mis en cause. Camille Chautemps président du conseil et franc-maçon est éclaboussé dans l'affaire qui provoque la chute de son cabinet en décembre 1933.
Le « suicide » de Stavisky, le limogeage du préfet Jean Chiappe et les attaques antimaçonniques de Léon Daudet dans la presse nationaliste attisent la journée d'émeute du 6 février 1934 qui provoque la chute du second gouvernement d'Édouard Daladier. Les accusations redoublent de virulence après la mort du conseiller Leprince, retrouvé déchiqueté sur une ligne de chemin de fer, à nouveau Léon Daudet accuse la franc-maçonnerie d'être à l'origine du meurtre.
La gravité de la crise fait se lever des voix à la Grande Loge de France qui pose ouvertement la question de la probité de plusieurs de ses membres touchés par le scandale. Et, sous la plume d'Albert Lantoine dans son ouvrage Les lézardes du temple qui expose les reniements maçonniques de frères affairistes qui ont mis à mal l'Ordre à des fins souvent mercantiles. Posant également la question du recrutement dans la Grande Loge. Des requêtes sont par ailleurs déposées lors du convent du Grand Orient de 1934 pour souligner la gravité de certains faits reprochés à des francs-maçons et émettent un vœu pour épurer l'Ordre des membres directement touchés par l'affaire. Toutefois, de nombreuses loges vont interpréter les attaques dans l'affaire, non comme des mises en cause de francs-maçons corrompus, mais comme une volonté d'utiliser les événements pour remettre en cause les principes républicains dont les francs-maçons se veulent les défenseurs inconditionnels. Deux positions complémentaires servent de ligne directrice dans la gestion obédientielle de cette affaire. Une action confirmant la lutte pour l'idéal de la franc-maçonnerie et de la République avec laquelle elle se confond volontairement, une autre qui vise à expurger les obédiences de frères corrompus pour retrouver une action publique dans la société.